# Apostolisches Vikariat Rodrigues
Das Apostolische Vikariat Rodrigues (lat.: Apostolicus Vicariatus Rodrigensis) ist ein in Mauritius gelegenes römisch-katholisch Apostolisches Vikariat mit Sitz in Port Mathurin auf der Insel Rodrigues.
Das Gebiet des Vikariats umfasst die Insel Rodrigues. Es wurde am 31. Oktober 2002 von dem Bistum Port-Louis abgetrennt. Zur Gründung im Jahr 2002 zählte es 32.612 Katholiken (91,1 %) mit 4 Diözesanpriestern und 11 Ordensschwestern.

## Apostolische Vikare von Rodrigues
- Alain Harel, 2002–2020, dann Bischof von Port Victoria
- Michel Moura, seit 2023